# 道頓堀
道頓堀（日语：／ Dōtonbori */?）是一條位於日本大阪府大阪市的運河，最初由戰國時期商人安井道頓所開鑿，現今以鄰近的戲院、商業及娛樂場所聞名，為大阪著名的鬧區。道頓堀與木津川及東横堀川連接，全長約2.9公里，其名字亦成為大阪市中央區一個町的名稱。

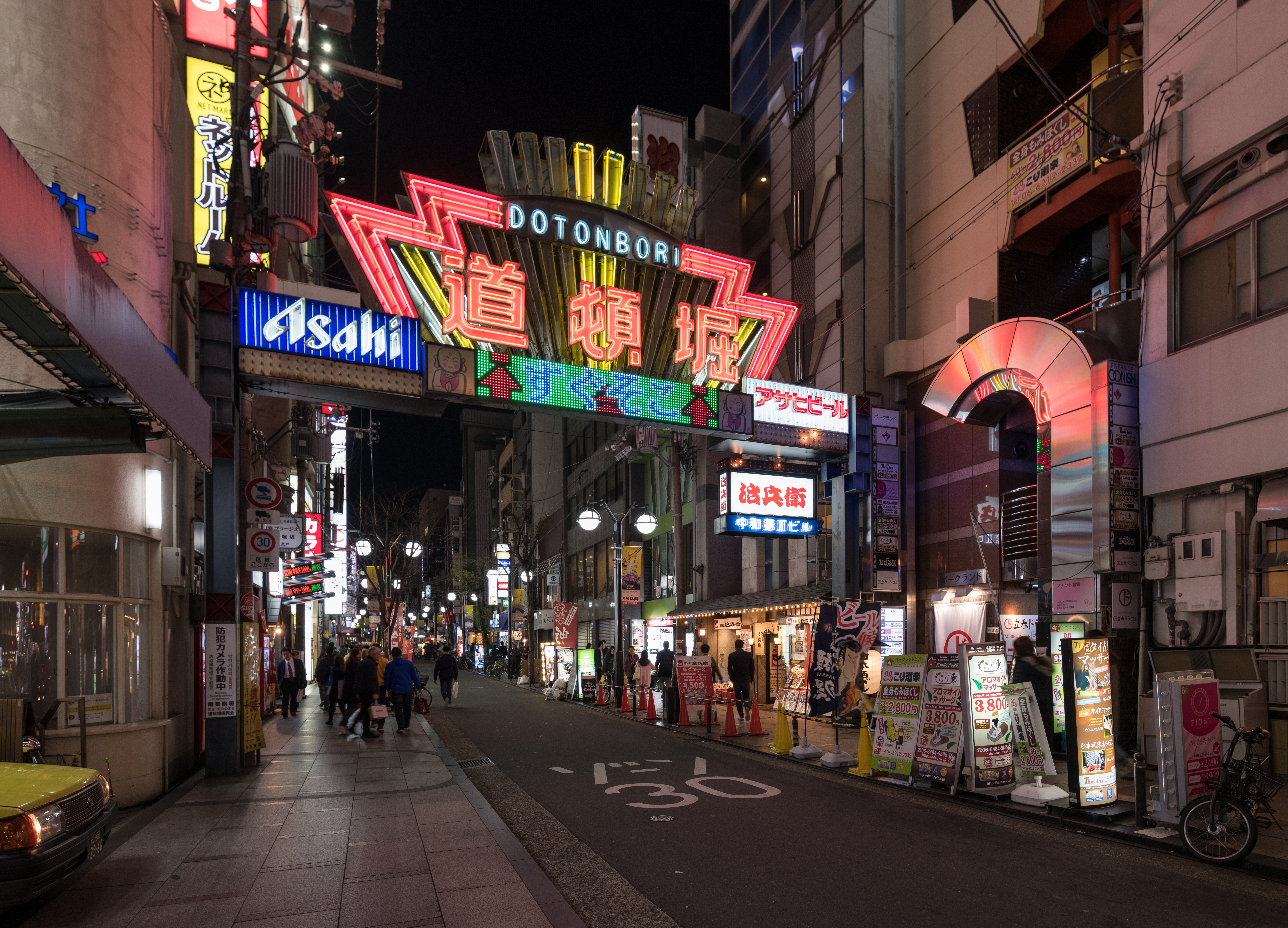
道頓堀的霓虹燈

## 歷史
1612年，成安道頓（安井道頓）、安井九兵衛（安井道卜）與平野鄉的安藤藤次（平野藤次）以私人財產興建一條運河，1615年11月完工。成安道頓作為豐臣家家臣，未及完工即在大坂冬之陣時戰死。運河完工後，運河曾被稱作新堀、南堀川、新川，大坂城主松平忠明以道頓的功績，把運河命名為道頓堀。
1660年代開始，在鄰近地區出現多座劇場，如中座、角座、竹本座、浪花座、辯天座、朝日座等。在日本橋北詰東，立有道頓及道卜的紀念碑。

## 現況
今日的道頓堀是大阪的一個主要商業區域，沿運河兩岸設有商店街及不少飲食店。河畔的大型霓虹廣告牌，也成為大阪的著名標誌，而蟹道樂（かに道楽）總店及門外長30呎的大型蟹模型是道頓堀另一著名地標。
道頓堀上的固力果霓虹廣告堪稱世界最有名戶外廣告板，早於1935年設立。廣告板分別於1955年、1963年、1972年、1996年、1998年及2014年進行更換。在2002年韓日世界盃舉行期間，曾被換成日本國家足球隊的球衣，為日本打氣。2011年3月，日本東北大地震發生後，廣告旁貼上勉勵的布條。2014年10月第6代的廣告板轉用14萬枚LED燈，背景可不斷轉動。

## 軼聞
- 肯德基爺爺詛咒

### 圖集

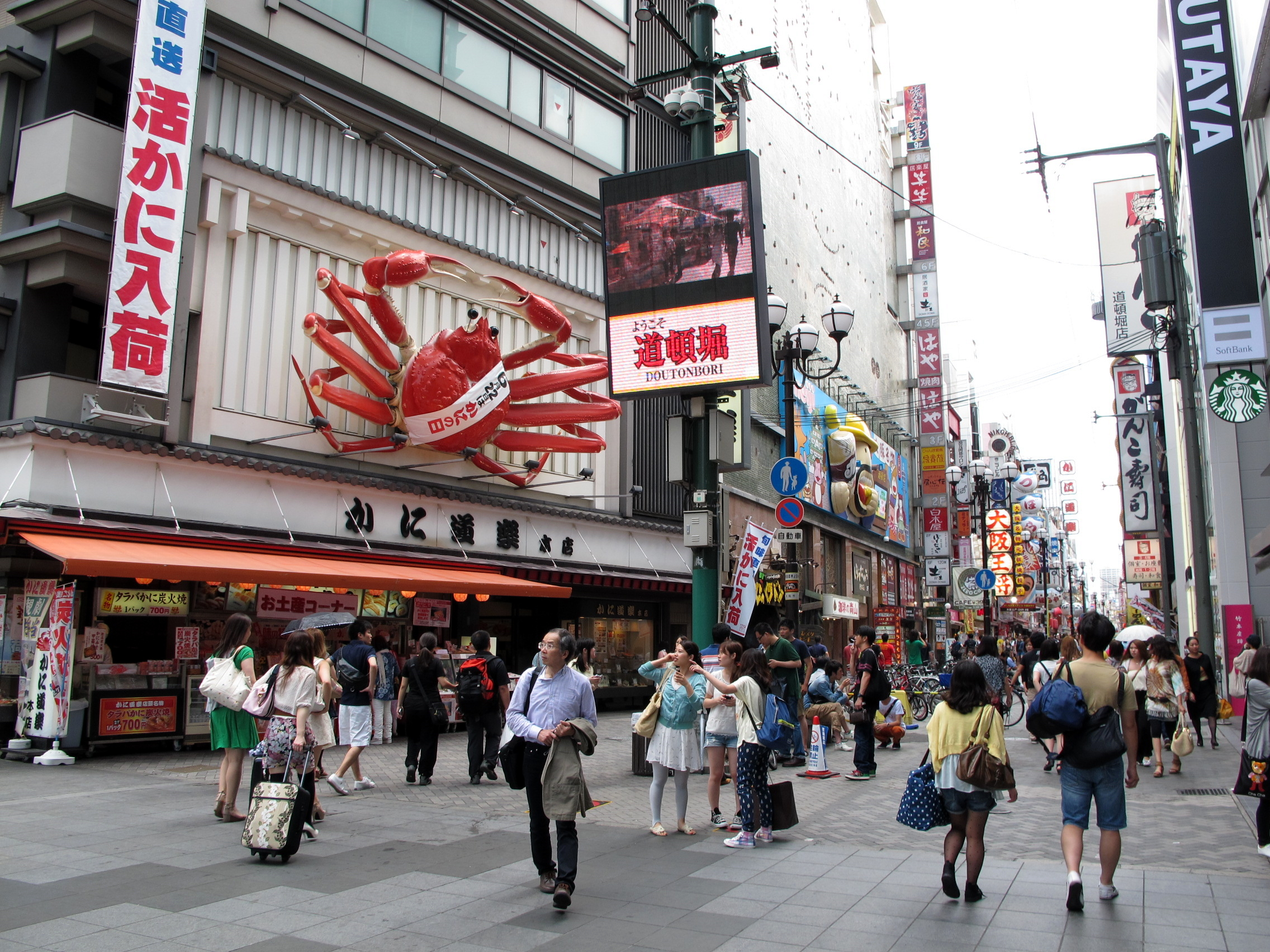
道頓堀蟹道樂的大型蟹模型
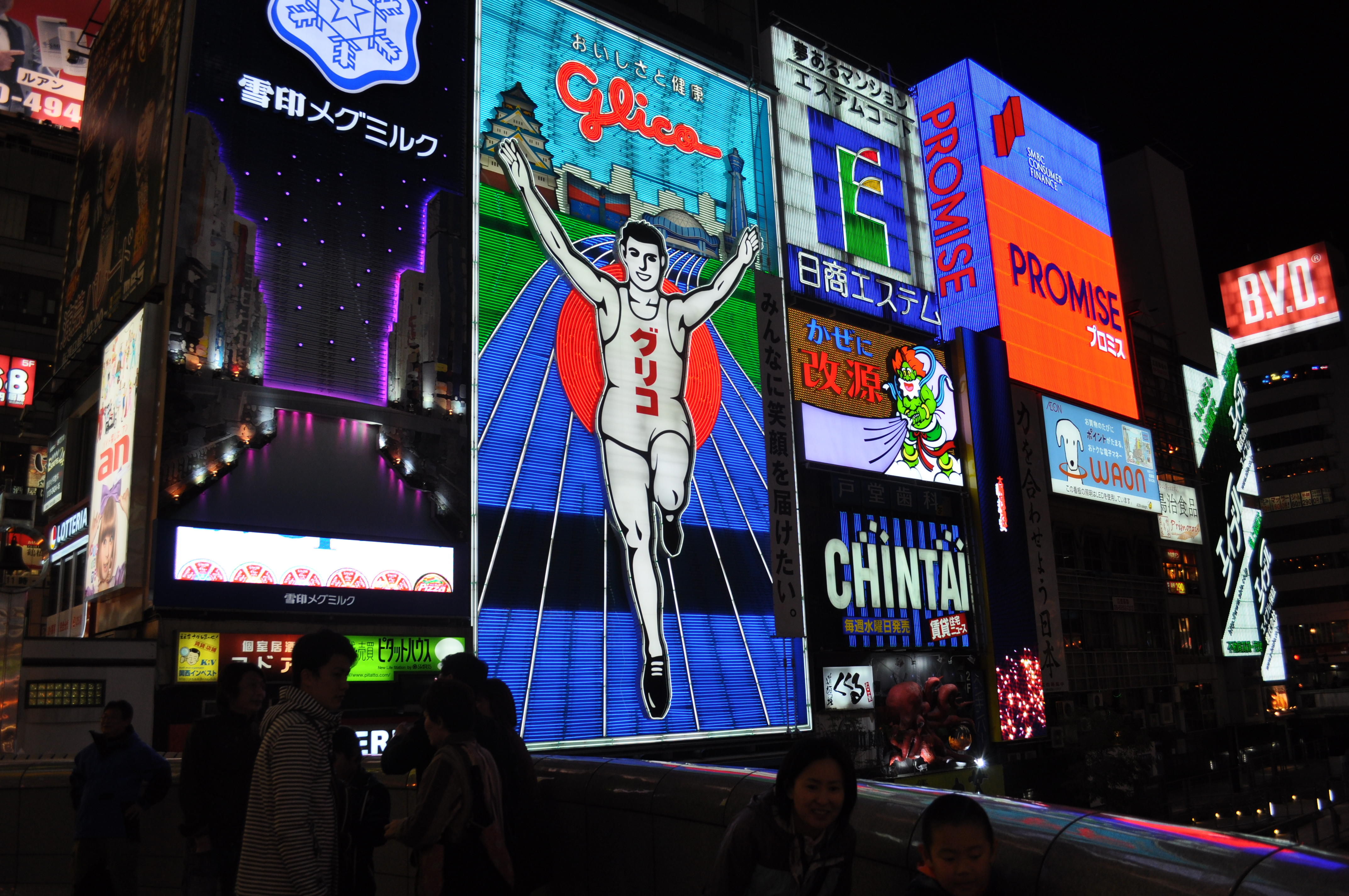
道頓堀運河旁有名的固力果招牌（第5代）
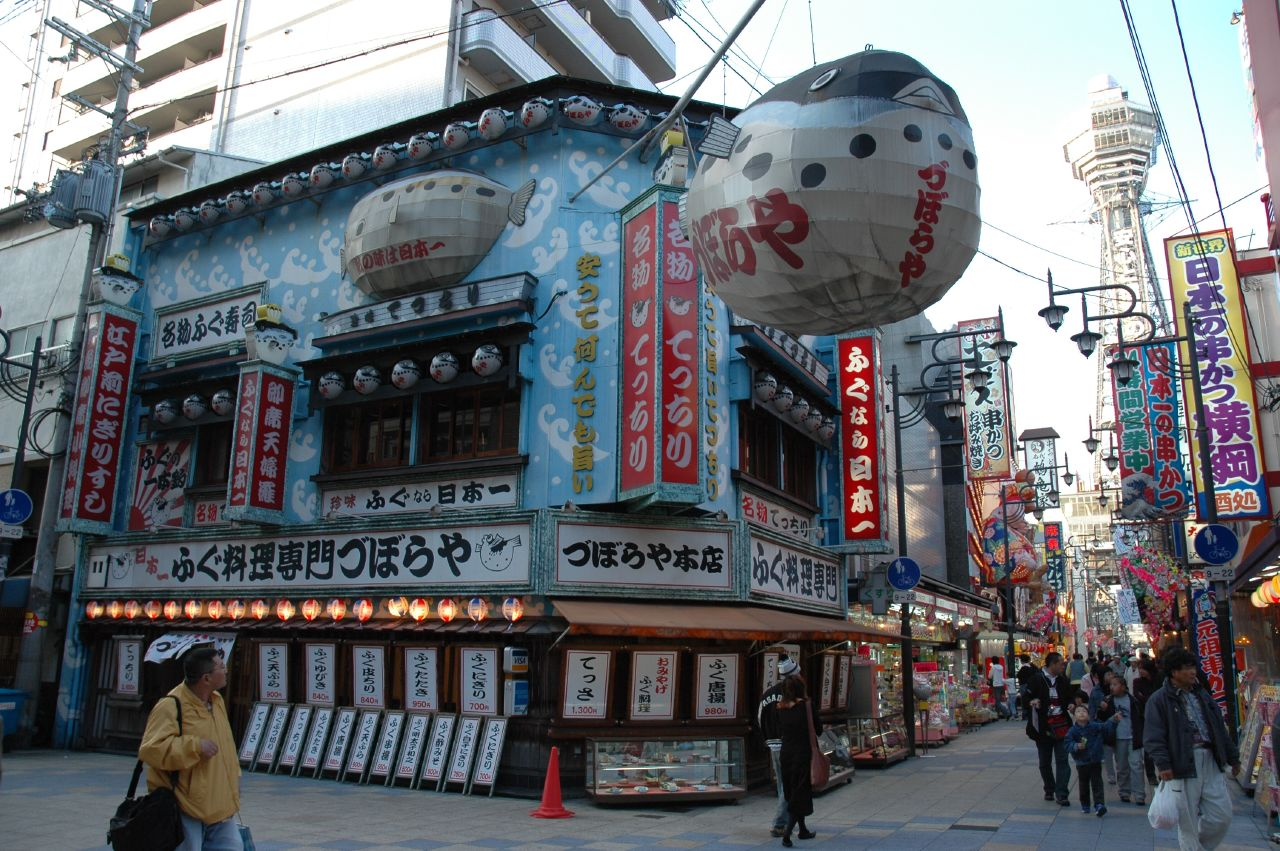
道頓堀虎河豚亭（日语：づぼらや）本店與河豚燈籠（攝於2007年）
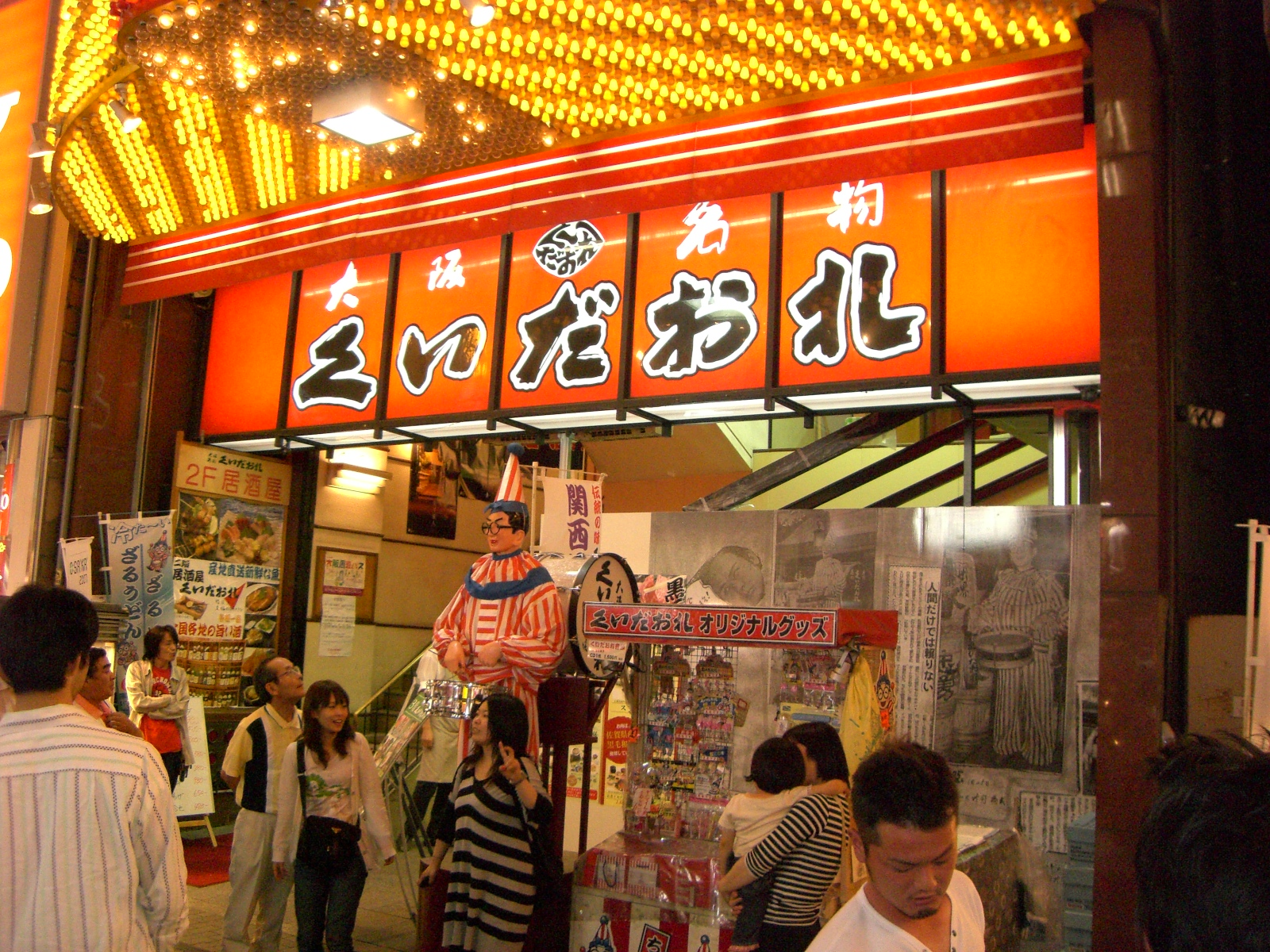
道頓堀的大阪名物「食倒太郎」（攝於2007年）
道頓堀名物：章魚燒くくる本店
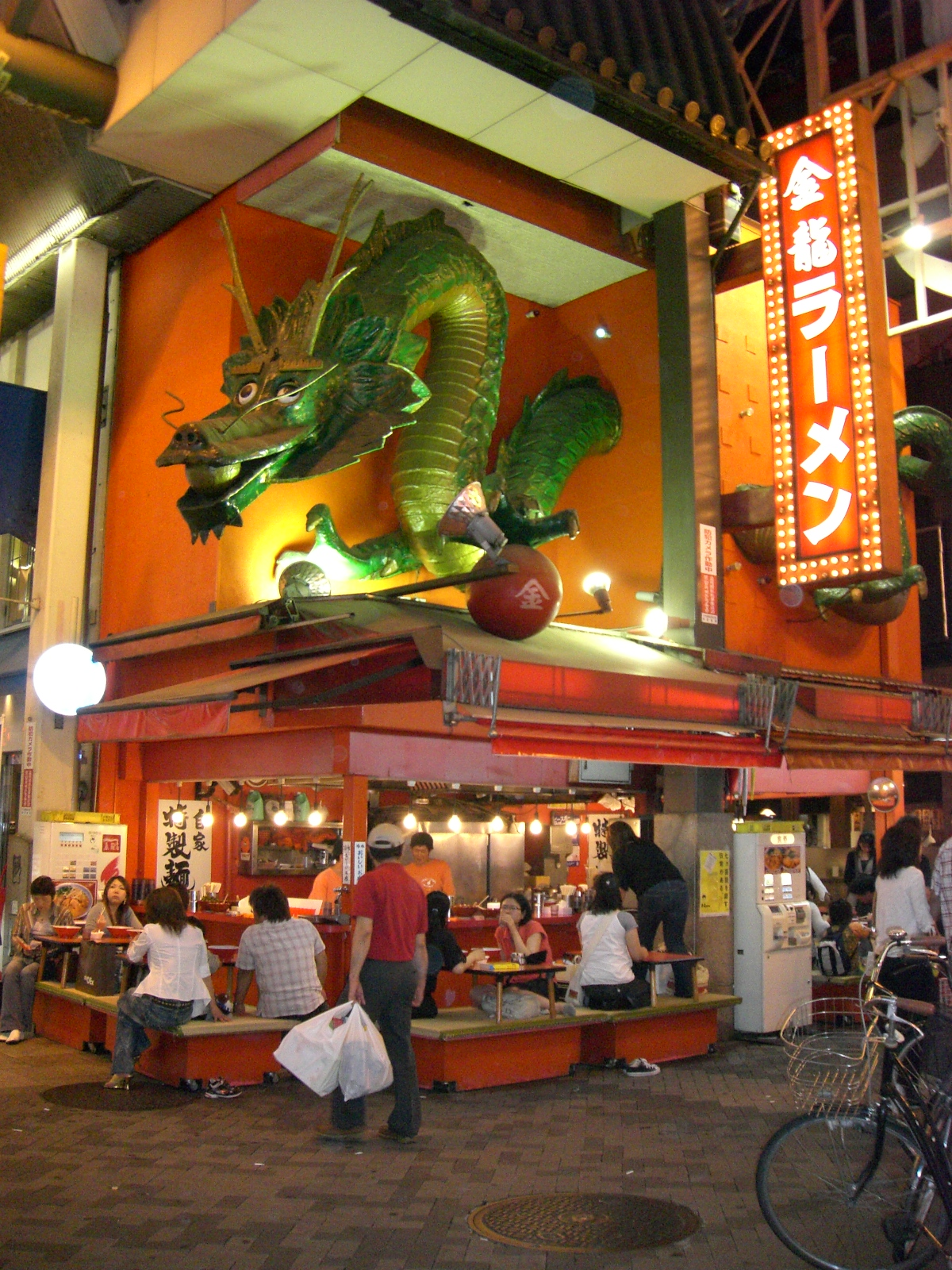
金龍拉麵（日语：金龍ラーメン）道頓堀店
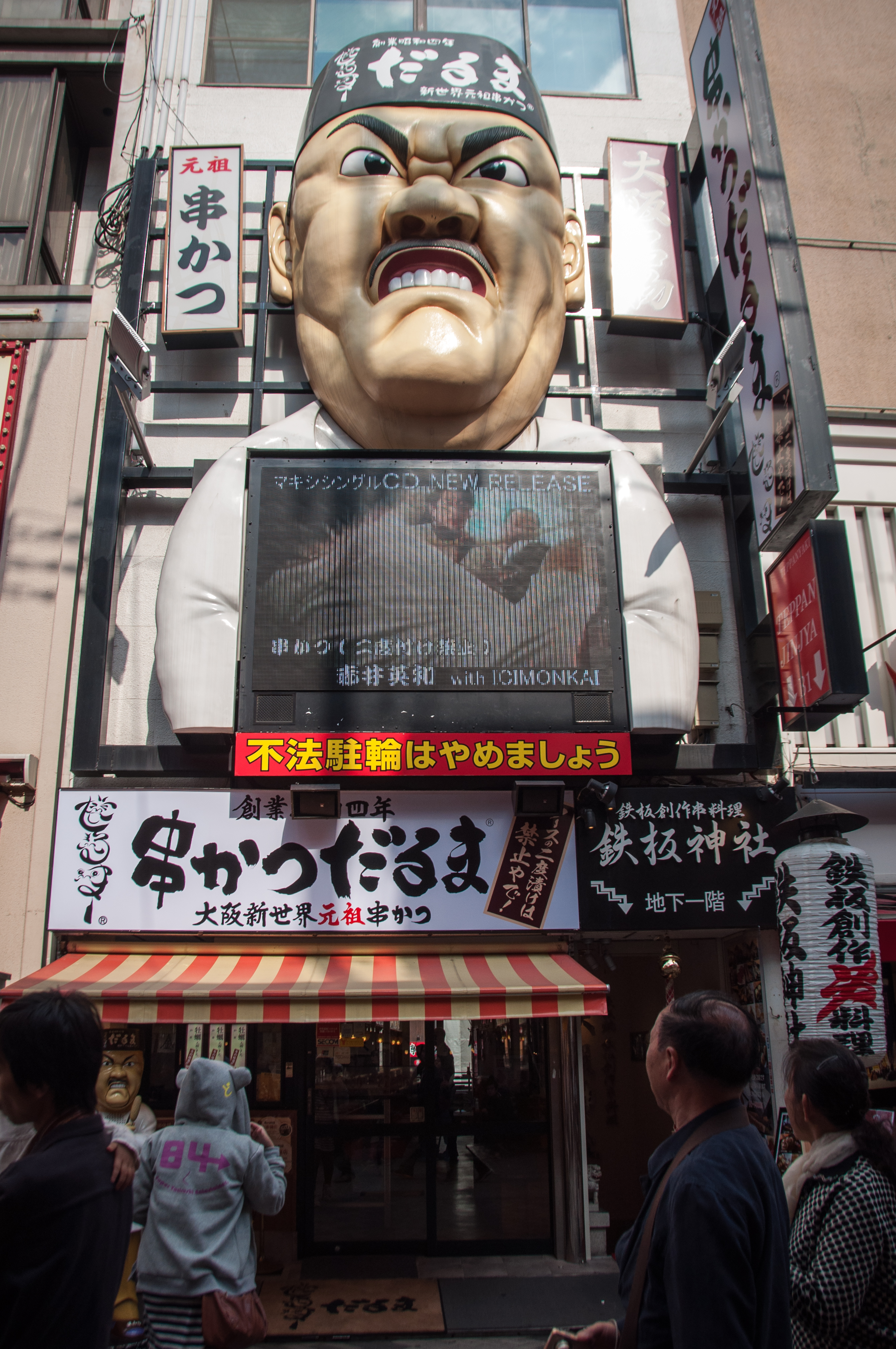
元祖串炸達摩（日语：だるま (食堂)）道頓堀店
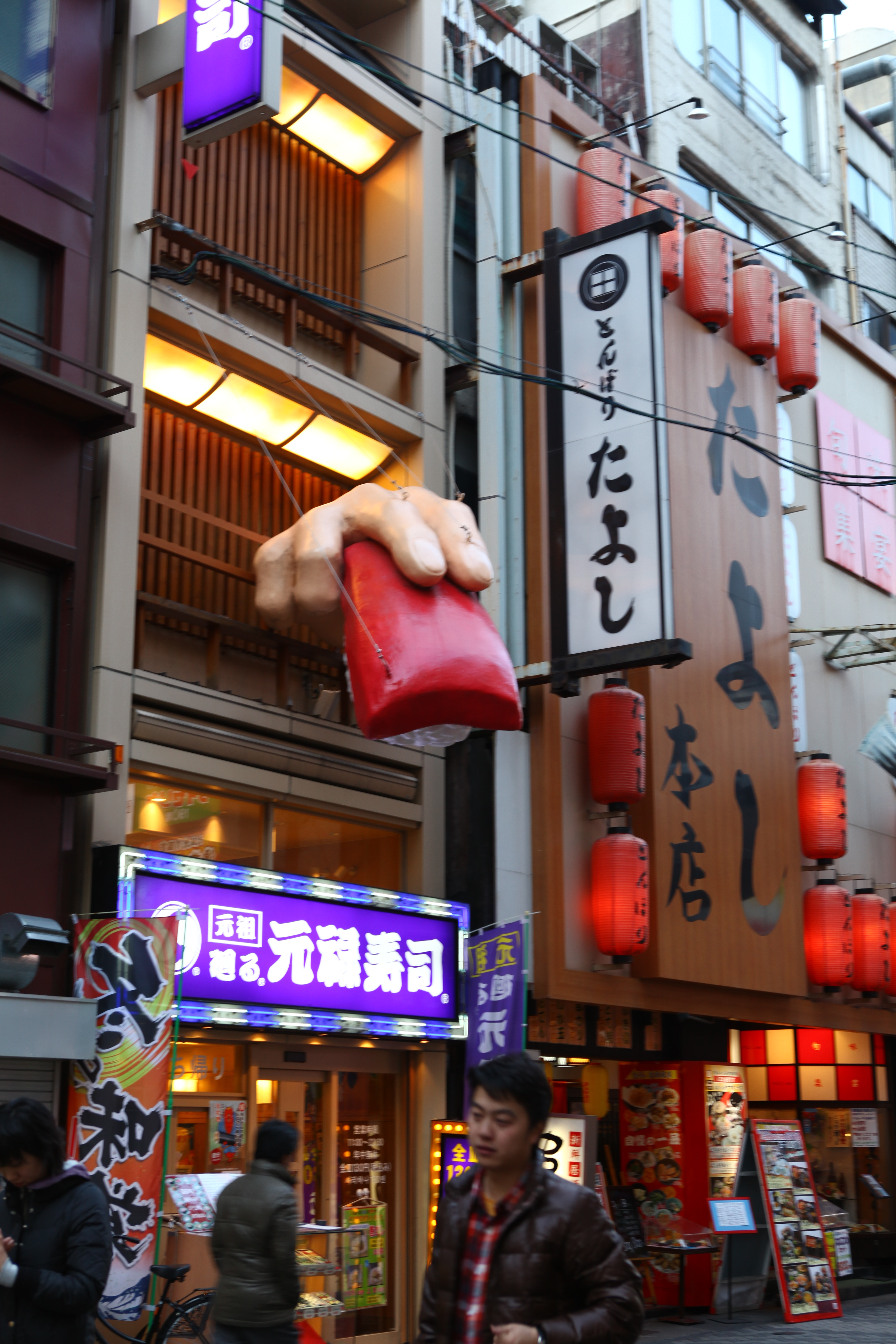
元祖元祿壽司道頓堀店
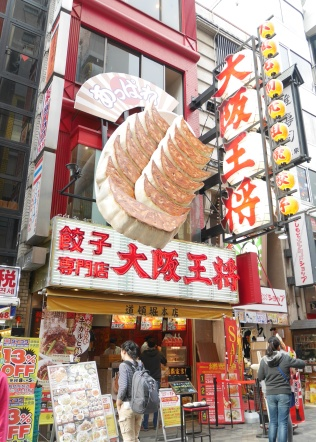
大阪王將道頓堀本店
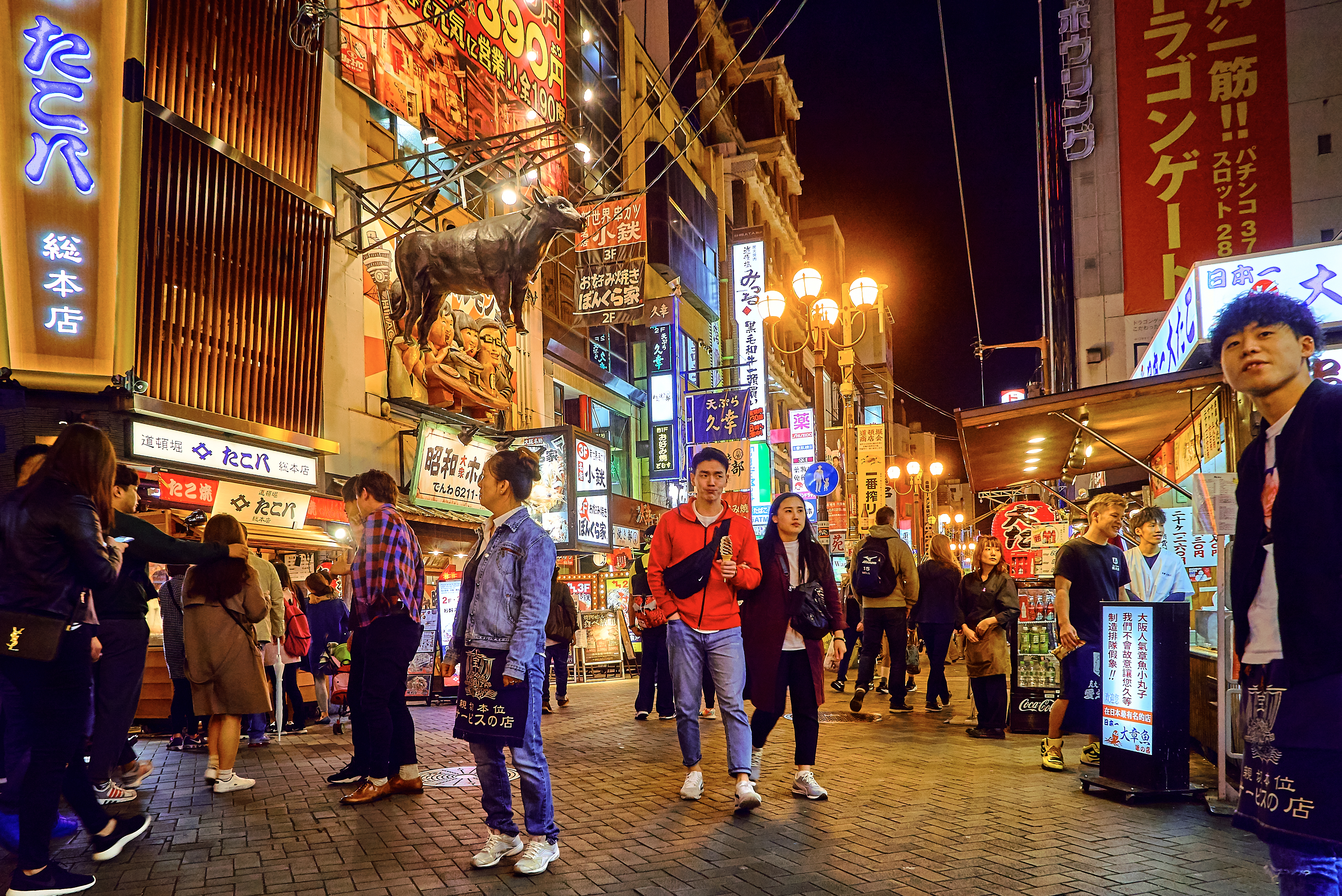
昭和大眾燒肉道頓堀店
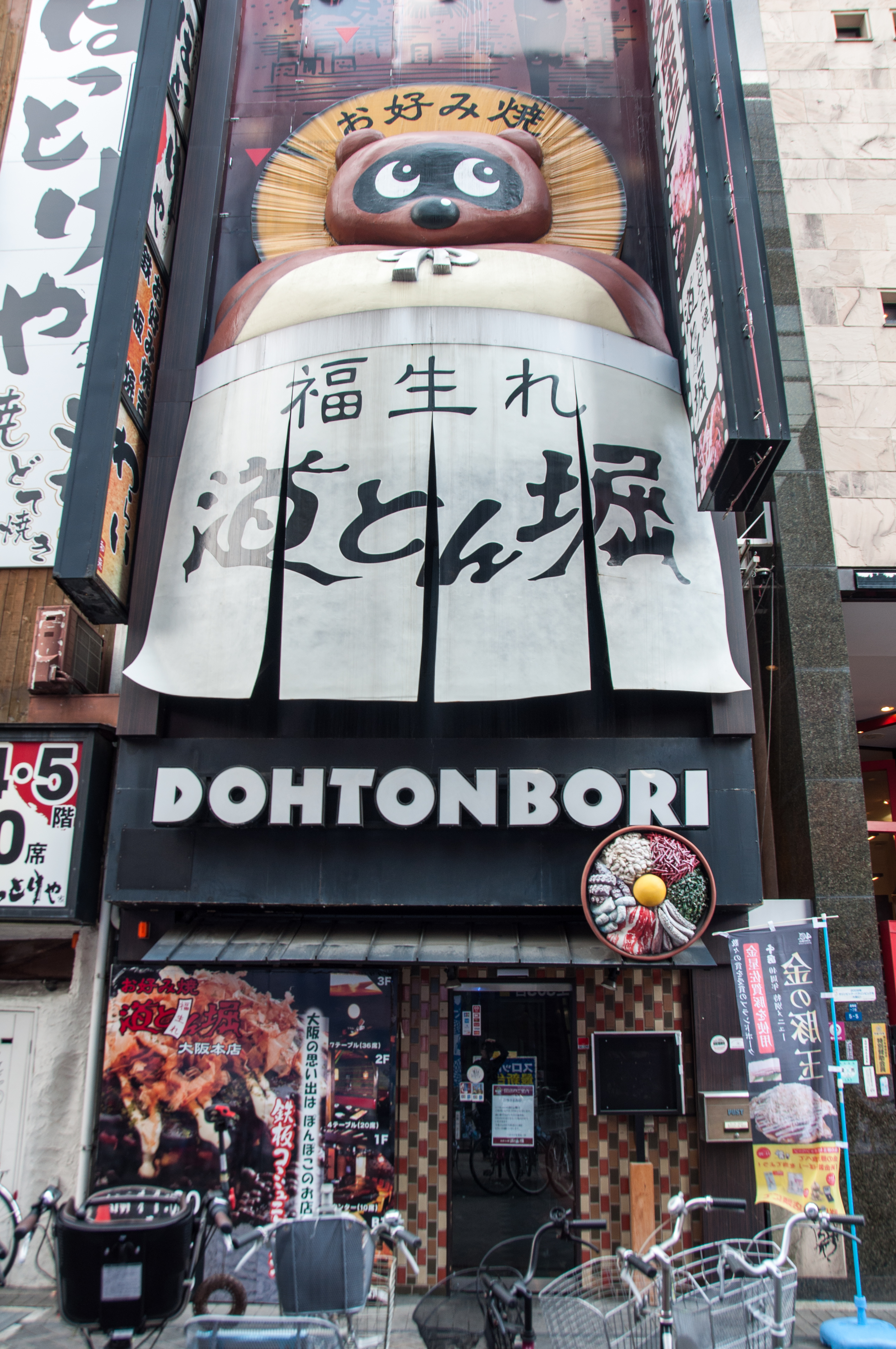
大阪燒道とん堀本店
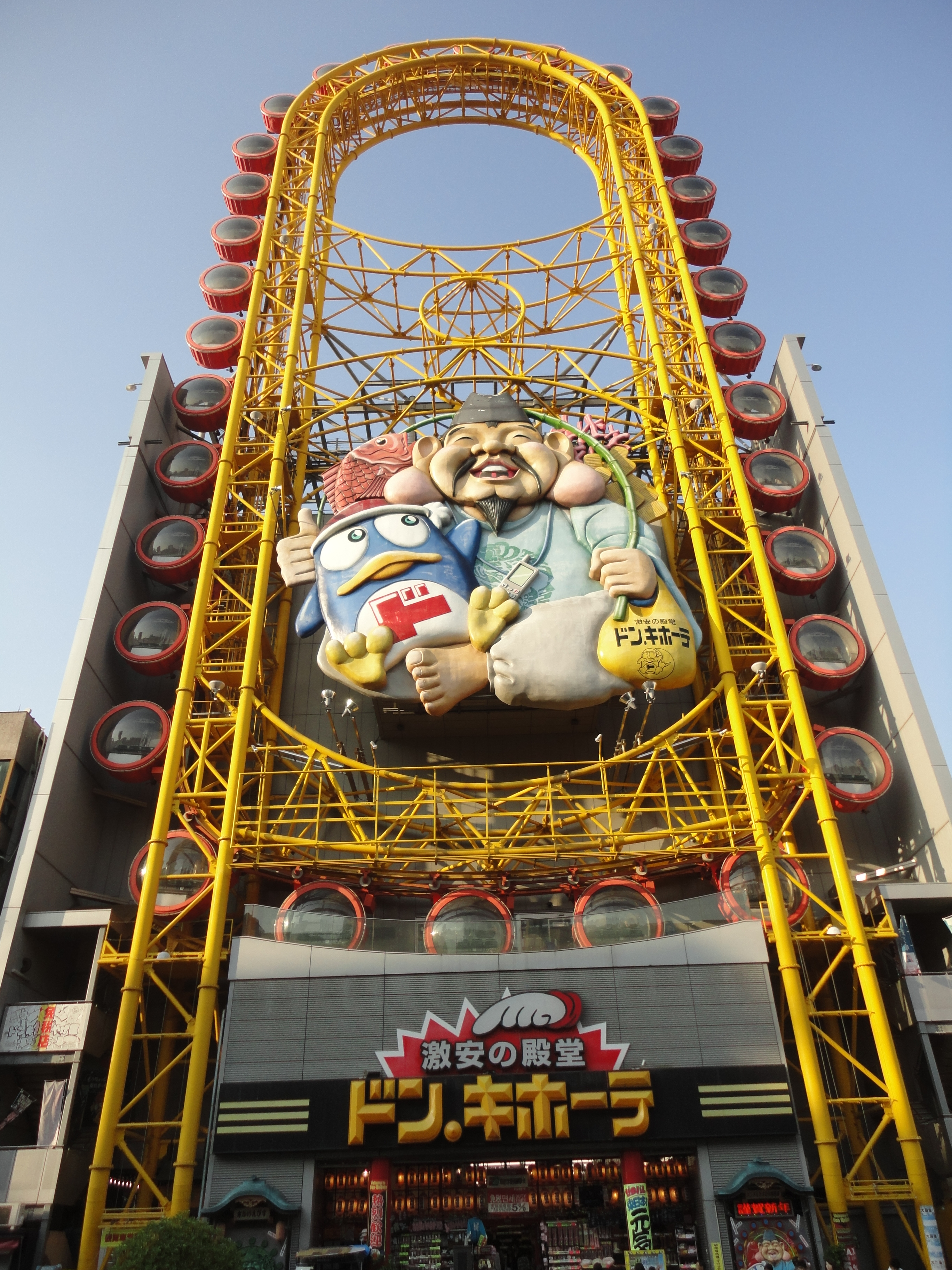
激安之殿堂唐吉訶德道頓堀店「惠比壽塔」摩天輪

## 註解

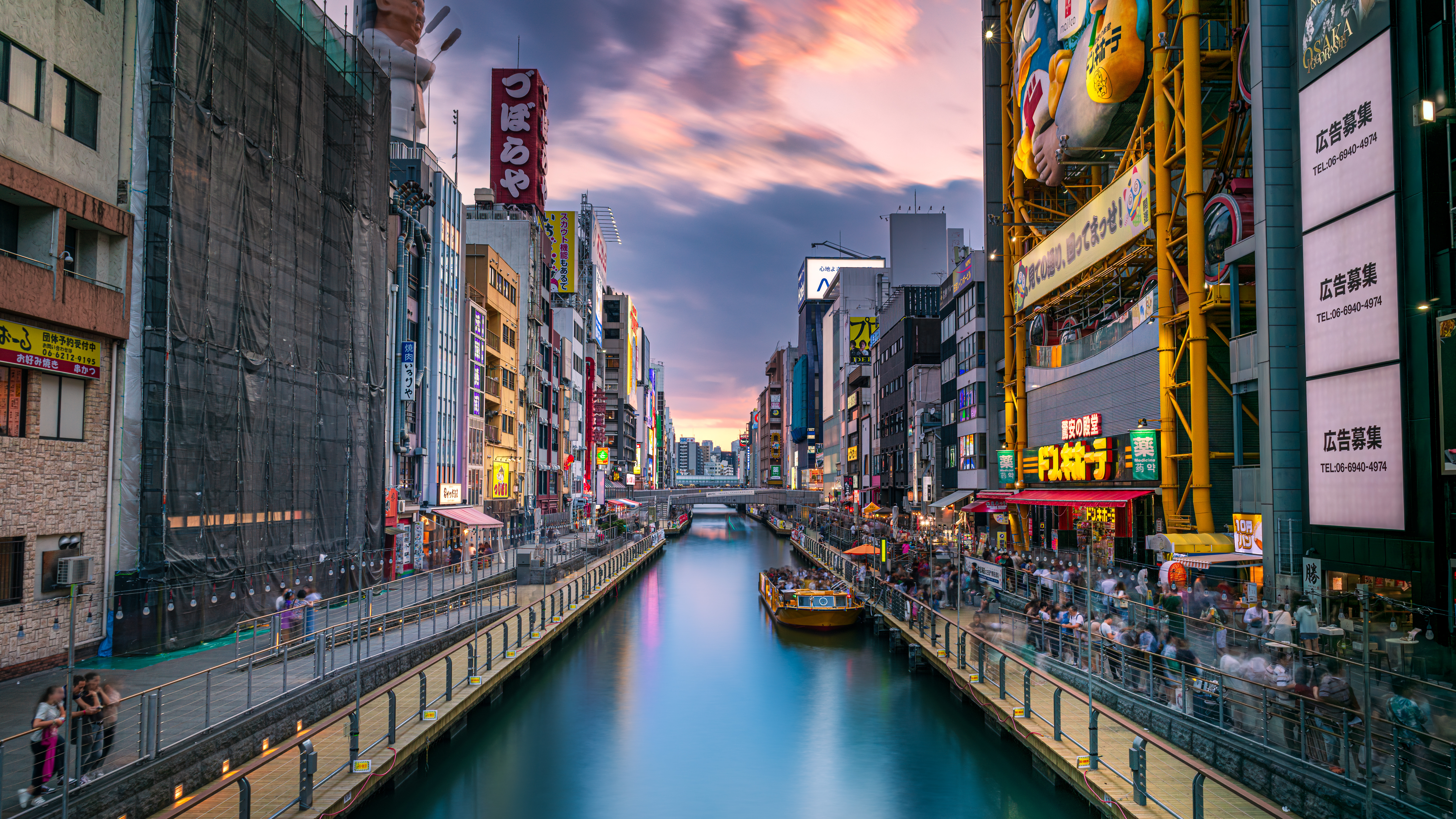
傍晚時刻的道顿堀（2023年6月）

1. ↑  堀是窟的異體字，中文解作洞穴或土室，如成語狡兔三窟。日語中稱運河爲“堀川”。

## 外部連結
- 道頓堀タウンガイド （页面存档备份，存于）（道頓堀商店会）
- 道頓堀ねっと （页面存档备份，存于）
- とんぼりリバーウォーク （页面存档备份，存于）
- 道頓堀は世界的演劇街 （页面存档备份，存于）（大阪まちプロデュース）
- 道頓堀ミュージアム並木座 （页面存档备份，存于）
- 道頓堀中座くいだおれビル （页面存档备份，存于）（くいだおれ太郎）
- 大阪橋ものがたり （页面存档备份，存于）（大阪都市工学センター）

34°40′07″N 135°30′05″E / 34.66861°N 135.50139°E